# 韋奇沃斯 (阿拉巴馬州)
韋奇沃斯（英語：Wedgeworth）是一個位於美國阿拉巴馬州黑爾縣的非建制地區。該地的面積和人口皆未知。

## 地理
韋奇沃斯的座標為32°48′29″N 87°45′45″W / 32.80805°N 87.7625°W，而該地的平均海拔高度為43米（即141英尺）。